# Европско првенство у кошарци за жене 1980.
Европско првенство у кошарци за жене 1980. је 17. по реду европско кошаркашко првенство за жене. Такмичење је одржано од 19. септембра до 28. септембра 1980. године у Бањој Луци, Маглају, Босанском Броду и Приједору, СФР Југославија. Златну медаљу је освојила СССР, сребрну Пољска, док је бронзану медаљу освојила Југославија. Најбољи стрелац је била Зорица Ђурковић из Југославије са 23,8 кошева по утакмици.

## Учесници
| Група А                                           | Група Б                                            |
| ------------------------------------------------- | -------------------------------------------------- |
| Бугарска · Пољска · Совјетски Савез · Холандија · | Југославија · Мађарска · Румунија · Чехословачка · |

## Групна фаза
Осам екипа учесница су биле подељене у два групе по четири. У групи се играо једноструки лига систен, свако са сваким једну утакмицу. Ако две екипе буду имале исти бриј бодовва, боља је она која је опобедила у међусобном сусрету. По две првопласиране екипе из обе групе ишле су у полуфинале, последње две су играле за пласман од 5 до 8 места.

### Група А
| Датум         | Екипа 1         | Резултат | Екипа 2         | Детаљи |
| ------------- | --------------- | -------- | --------------- | ------ |
| 23. септембар | Пољска          | 76 : 66  | Бугарска        |        |
| 23. септембар | Холандија       | 43 : 105 | Совјетски Савез |        |
| 24. септембар | Бугарска        | 81 : 83  | Холандија       |        |
| 24. септембар | Пољска          | 40 : 94  | Совјетски Савез |        |
| 25. септембар | Совјетски Савез | 119 : 63 | Мађарска        |        |
| 25. септембар | Пољска          | 71 : 45  | Холандија       |        |

| Екипа              | ИГ | Д | И | КД  | КП  | КР   | Б |
| ------------------ | -- | - | - | --- | --- | ---- | - |
| 1. Совјетски Савез | 3  | 3 | 0 | 318 | 146 | +172 | 6 |
| 2. Пољска          | 3  | 2 | 1 | 187 | 205 | -18  | 5 |
| 3. Холандија       | 3  | 1 | 2 | 171 | 257 | -86  | 4 |
| 4. Бугарска        | 3  | 0 | 3 | 210 | 278 | -68  | 3 |

### Група Б
| Датум         | Екипа 1      | Резултат | Екипа 2     | Детаљи |
| ------------- | ------------ | -------- | ----------- | ------ |
| 23. септембар | Чехословачка | 78 : 61  | Румунија    |        |
| 23. септембар | Мађарска     | 79 : 59  | Југославија |        |
| 24. септембар | Чехословачка | 67 : 80  | Југославија |        |
| 24. септембар | Румунија     | 69 : 59  | Мађарска    |        |
| 25. септембар | Југославија  | 78 : 53  | Румунија    |        |
| 25. септембар | Чехословачка | 77 : 70  | Мађарска    |        |

| Екипа           | ИГ | Д | И | КД  | КП  | КР  | Б |
| --------------- | -- | - | - | --- | --- | --- | - |
| 1. Југославија  | 3  | 2 | 1 | 217 | 199 | +18 | 5 |
| 2. Чехословачка | 3  | 2 | 1 | 222 | 211 | +11 | 5 |
| 3. Румунија     | 3  | 1 | 2 | 183 | 215 | -32 | 4 |
| 4. Мађарска     | 3  | 1 | 2 | 208 | 205 | +3  | 4 |

## Утакмице за пласман од 5. до 8. места
| Датум         | Екипа 1   | Резултат               | Екипа 2  | Детаљи |
| ------------- | --------- | ---------------------- | -------- | ------ |
| 27. септембар | Холандија | 64 : 61 (35:34, 29:27) | Мађарска |        |
| 27. септембар | Румунија  | 52 : 60 (26:31, 26:29) | Бугарска |        |

### Утакмица за 7. место
| Датум         | Екипа 1  | Резултат              | Екипа 2  | Детаљи |
| ------------- | -------- | --------------------- | -------- | ------ |
| 28. септембар | Румунија | 71 : 81 (35:40, 36:41 | Мађарска |        |

### Утакмица за 5. место
| Датум         | Екипа 1   | Резултат               | Екипа 2  | Детаљи |
| ------------- | --------- | ---------------------- | -------- | ------ |
| 28. септембар | Холандија | 38 : 71 (21:33, 17:38) | Бугарска |        |

## Финалне утакмице

### Полуфинале
| Датум         | Екипа 1         | Резултат               | Екипа 2      | Детаљи |
| ------------- | --------------- | ---------------------- | ------------ | ------ |
| 27. септембар | Југославија     | 72 : 79 (38:39, 34:40) | Пољска       |        |
| 27. септембар | Совјетски Савез | 94 : 62 (50:29, 44:33) | Чехословачка |        |

### Утакмица за 3. место
| Датум         | Екипа 1      | Резултат               | Екипа 2     | Детаљи |
| ------------- | ------------ | ---------------------- | ----------- | ------ |
| 28. септембар | Чехословачка | 57 : 61 (30:29, 27:32) | Југославија |        |

### Финале
| Датум         | Екипа 1         | Резултат               | Екипа 2 | Детаљи |
| ------------- | --------------- | ---------------------- | ------- | ------ |
| 28. септембар | Совјетски Савез | 95 : 49 (44:29, 51:20) | Пољска  |        |

| \| Место \| Репрезентација \| \| ------ \| --------------- \| \| Злато \| Совјетски Савез \| \| Сребро \| Пољска \| \| Бронза \| Југославија \| \| 4 \| Чехословачка \| \| 5 \| Бугарска \| \| 6 \| Холандија \| \| 7 \| Мађарска \| \| 8 \| Румунија \| | - Зорица Ђурковић, Југославија |
| Место | Репрезентација                 |
| Злато | Совјетски Савез                |
| Сребро | Пољска                         |
| Бронза | Југославија                    |
| 4 | Чехословачка                   |
| 5 | Бугарска                       |
| 6 | Холандија                      |
| 7 | Мађарска                       |
| 8 | Румунија                       |

| 2° место Пољска | Победник Европског првенства у кошарци за жене 1980. Совјетски Савез 15° титула | 3° место Југославија |

## Састав победничких екипа
| Злато  | Совјетски Савез | Олеси Барол, Шармај Лубов, Вида Чоулските, Олга Корестелева, Татјана Овечкина, Надежда Чоувајева, Јулијана Семјонова, Људмила Рогозина, Елена Чаусова, Олга Шукарнова, Олга Ерофејева, Галина Савитскаја               | Селектор |
| Сребро | Пољска          | Александа Комечка, Мариола Кудлак, Виеслава Пјотркиевскић, Малгоржата Турска, Барбара Герчен, Ирена Линка, Малгоржата Глишчинска, Гразина Северин, Божена Седичка, Људмила Јановска, Тереза Коморовска, Халина Иваниец | Селектор |
| Бронза | Југославија     | Сања Ожеговић, Мерсада Бећирспахић, Јелица Комненовић, Наталија Бацановић, Вукица Митић, Јасна Пепеуник, Софија Пекић, Марија Тонковић, Зорица Ђурковић, Весна Деспотовић, Биљана Мајсторовић, Полона Дорник           | Селектор |